# 厄爾公園 (印地安納州)
厄爾公園（英語：Earl Park）是位於美國印地安納州本頓縣的一個城鎮。

## 地理
厄爾公園的座標為40°41′04″N 87°24′57″W / 40.68444°N 87.41583°W，而該地最高點為海拔高度246米（即807英尺）。

## 人口
根據2010年美國人口普查的數據，厄爾公園的面積為2.44平方千米，皆為陸域。當地共有人口348人，而人口密度為每平方千米142人。